# Opération Banquet
Ne doit pas être confondue avec une opération navale dans le sud-est asiatique en 1944–1945.
Notes
Défense de la Grande-Bretagne contre l'invasion allemande
Seconde Guerre mondiale
L'opération Banquet est un projet britannique d'utiliser tous les avions disponibles dans un ultime effort pour repousser une invasion allemande, attendue en 1940 ou 1941. Au cours de la Seconde Guerre mondiale, en mai 1940, l’Air Ministry s'est rendu compte que la Royal Air Force (RAF) pourrait être appelée à jouer son rôle dans une lutte pour repousser une invasion allemande. Il était prévu que, au-delà des réserves normales de la RAF, il serait peut-être nécessaire de jeter toutes les forces armées dans la bataille ultime pour la liberté britannique. Le ministère de l'Air avait donc prévu d'utiliser à peu près tout ce qui pouvait voler. Le 17 mai 1940, une réunion au Air Ministry a présenté une série de plans ambitieux visant à utiliser divers aéronefs en cas d'invasion,,.
Avec la chute de la France en juillet 1940, les Allemands menaçaient d'envahir la Grande-Bretagne. Le gouvernement britannique a alors fait des efforts désespérés pour se préparer à contrer la menace d'invasion. La RAF a, de son côté, été engagée par la Luftwaffe dans une lutte pour la supériorité aérienne dans l'espace aérien britannique, dans ce qui devint connu sous le nom de bataille d'Angleterre.

## Plan
Le 13 juillet 1940, l'officier de l'air commandant en chef du Training Command a reçu l'ordre de préparer et de rendre opérationnels un maximum d'avions. Le plan d'ensemble a été baptisé "opération Banquet" et était divisé en un certain nombre d'opérations distinctes qui pourraient être mises en œuvre indépendamment. Le groupe Banquet 6 verrait l'absorption des unités du groupe 6 (les unités du groupe Pool, à ne pas confondre avec la future Aviation royale du Canada) dans la force de frappe opérationnelle du Bomber Command. Le groupe Banquet 22 verrait certains avions du groupe 22 (en) (Army Cooperation) versés dans la force opérationnelle de suppression du Bomber Command. Plus frappant du niveau de désespoir, étaient l'alerte Banquet qui appelait à l'emploi des avions d'entraînement de la Fleet Air Arm sous le commandement du Coastal Command et Banquet Training qui appelait à l'absorption des appareils du Training Command dans la force opérationnelle la suppression du Bomber Command.
Les appareils concernés par l'opération Banquet seraient, dans de nombreux cas, en manque de viseurs, de blindage pour la protection de l'équipage, d'armes défensives et de réservoirs de carburant auto-obturant. Bien que ces équipements devaient être installés dans la mesure du possible, les instructions de la RAF étaient très claires: aucun aéronef ne devait être considéré comme non opérationnel à cause du manque d'un de ces raffinements. Tout ce qui pouvait voler et lancer des bombes suffirait. Les personnels au sol devraient suivre leurs avions et, dans certains cas, cela aurait impliqué des volontaires civils. Les équipages pour Banquet Alert and Training seraient des instructeurs expérimentés, ainsi que ceux des élèves pilotes qui avaient atteint « un niveau raisonnablement satisfaisant d'entrainement ».

## Banquet Light
Le plus sinistre des plans de l'opération Banquet était Banquet Light, qui verrait la formation d’une force de frappe composée de biplans de Havilland DH.82 Tiger Moth et d'autres avions légers de l'école élémentaire de formation au pilotage (Elementary Flight Training School). De Havilland présenta des plans pour convertir le Tiger Moth en bombardier en le dotant de huit racks disposés sous le fuselage au niveau du cockpit arrière, chacun capable de supporter une bombe de 20 livres (9 kg). Comme alternative, quatre racks de bombes pourraient être installés de chaque côté sous les ailes inférieures, cela évitait des problèmes de correction d'assiette. Les supports ont été conçus pour la version militaire des Dragon fournis à l'Irak, huit ans auparavant. Des essais ont été effectués à Hatfield par le major Hereward de Havilland (en) et à l'Aeroplane and Armament Experimental Establishment à Boscombe Down ; ils furent tout à fait satisfaisants. Des tests ont également été menés avec un Tiger Moth portant une bombe unique de 240 livres (109 kg). Des modifications d'un nombre relativement restreint d'avions d'entraînement Miles Magister ont également été tentées, mais cela s'est avéré difficile, par conséquent, Banquet Light a été principalement basée sur l'utilisation de Tiger Moth.
La force de frappe Banquet Light serait employée dans un rôle de coopération avec l'armée de terre, ce qui signifierait probablement d'être envoyée pour bombarder des concentrations de troupes aéroportées ou des soldats débarquant sur les plages. Les bombardiers biplaces Tiger Moth devraient être pilotés en solo dans une attaque à basse altitude jusqu'à ce que l'ennemi soit identifié, puis monter à 800 pieds (240 m) et piquer à 500 pieds (150 m) pour lancer les bombes,.
La plupart des pilotes de Banquet Light seraient des élèves pilotes qui n'avaient pas encore obtenu leur diplôme. Le plan exigeait que les pilotes stagiaires soient initiés au bombardement à un stade précoce de leur instruction, juste au cas où ils devraient passer à l'action immédiatement. Les instructeurs ont reçu pour instruction de « saisir toutes les occasions pour effectuer des entraînements au bombardement ». Toutefois, sans bombes d'entraînement disponibles au début de 1940, des exercices d'entraînement ont été réalisés avec des appareils pilotés du poste de pilotage avant par des instructeurs, en jetant des briques depuis l'habitacle arrière. Ayant constaté que les briques tombaient plus rapidement qu'un Tiger Moth en piqué, des instructions ont été données de jeter les briques avec force, loin de l'avion,.
Environ 350 appareils étaient disponibles. Ce n'était pas une force négligeable, mais les Moths et leurs pilotes inexpérimentés auraient été très vulnérables face aux avions ennemis et le plan a été considéré comme quasi-suicidaire. Il a également été envisagé d'adapter des appareils civils pour Banquet Civil. Toutefois, le plan n'a pas été jugé suffisamment utile et l'idée a été abandonnée,.

## Annulation
L'opération Banquet n'a jamais été mise en œuvre sous sa forme initialement prévue. L'opération Banquet a été régulièrement testée sous des formes diverses et un de ces « exercices » a assuré la couverture du secret pour la réorganisation temporaire nécessaire pour le premier raid de 1000 bombardiers envoyés contre la ville de Cologne dans la nuit du 30 au 31 mai 1942. Ce plan exigeait une réorganisation considérable, y compris la contribution des bombardiers du Coastal Command et du Training Command (Messenger 1984, p. 75). L'opération Banquet a été annulée en octobre 1943, n'ayant jamais été activée.